# (74317) 1998 UZ15
1998 يو زد 15 (ويعرف أيضًا باسم (74317) 1998 يو زد 15 وفق تسمية الكوكب الصغير) (بالإنجليزية: 1998 UZ15)‏ هو كويكب ضمن حزام الكويكبات؛ وترتيبه 74317 من حيث الاكتشاف.
اكتُشف هذا الجُرم الفلكي بواسطة OCA–DLR Asteroid Survey ‏ في 21 أكتوبر 1998.

## وصلات خارجية
- (74317) 1998 UZ15 في قاعدة بيانات مختبر الدفع النفاث لأجرام النظام الشمسي الصغيرة

- الاكتشاف · مخطط المدار ·  العناصر المدارية · المعلمات المادية

- (74317) 1998 UZ15 على موقع ويكي سكاي: DSS2, SDSS, GALEX, IRAS, Hydrogen α, X-Ray, Astrophoto, Sky Map, Articles and images